# Gównicha
Gównicha ist ein nicht mehr offiziell genannter Ort in der polnischen Woiwodschaft Ermland-Masuren. Er liegt im Gebiet der Gmina Rozogi (Landgemeinde Friedrichshof) im Powiat Szczycieński (Kreis Ortelsburg).
Die Ortsstelle Gównichas liegt in der südlichen Mitte der Woiwodschaft Ermland-Masuren, 27 Kilometer südöstlich der Kreisstadt Szczytno (deutsch Ortelsburg). Bis 1945 lag der Ort unmittelbar südlich der Grenze zwischen Polen und der Provinz Ostpreußen des Deutschen Reichs.  Heute verläuft südlich der Ortsstelle die Woiwodschaftsgrenze zwischen Ermland-Masuren und Masowien.

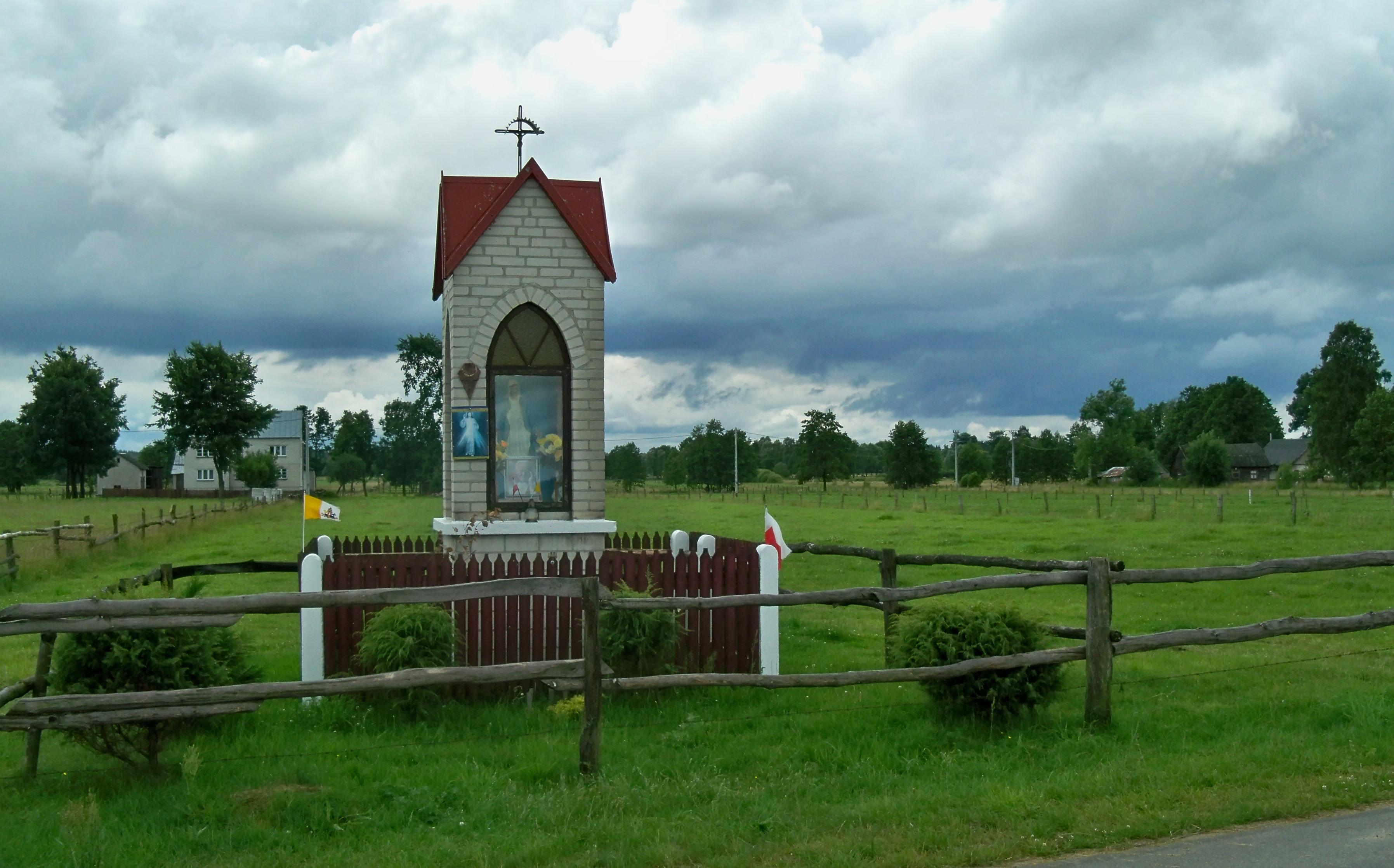
Bildstock in Gównicha

Gównicha ist der nicht mehr offizielle Name eines Weilers (polnisch Przysiółek) des Dorfes Dąbrowy. Zur Gmina Rozogi zugehörig war Gównicha bis 1998 der Woiwodschaft Ostrołęka, seither der Woiwodschaft Ermland-Masuren zugehörig. Der Ort ist in Dąbrowy aufgegangen.
Seine Ortsstelle erreicht man über eine Nebenstraße, die bei Dąbrowy von der Landesstraße 53 abzweigt und über Zawojki (Zawoyken/Lilienfelde) bis nach Klon (Liebenberg) führt.